# カルーア・ミルク
カルーア・ミルク（英: Kahlua and Milk）とは、コーヒー・リキュールのカルーアを牛乳で割ったカクテルのことである。カルア・ミルクと表記することもある。

## 概要
女性や甘党の人に人気の高いカクテルである。カルーアと牛乳の配合比率によってアルコール度数は変動するが、カルーア:牛乳=1:3程度がビールと同等のアルコール度数となる。「ストロング系アルコール飲料（アルコール度数9%）とそう変わらない」という意見もある。甘口であるため、食事や肴を食べずに量を飲んでしまい、悪酔いすることも少なくない。
カルーア・ミルクの甘味はカルーア由来のため、牛乳の配合率を高めるとアルコール度数が低くなると同時に甘味も薄れる。カルーア・ミルクのカロリーは前述の1:3程度のものでビールよりも高い。

## 歴史
1970年代にアメリカ合衆国のボストンでカルーアをリキュールグラスに注ぎ、生クリームを浮かべるカクテルが女性の間で大人気となり世界中に広まっていった。
このカクテルを簡易化したものとしてカルーア・ミルクが考案されたのではないかと考えられている。
また、上記の「1970年代のボストン発祥のカクテル」をカルーア・ミルクの発祥とすることもある。
日本においては1980年代に起きたカフェバーのブームに乗る形でカルーア・ミルクが流行した。

## レシピの例
材料
- カルーア - 30ml〜40ml
- 牛乳 - 80ml〜120ml

作り方
1. 氷を入れたロックグラスに材料を注ぎ、混ぜる。

カルーア:牛乳=1:3が標準的とされることが多い。

## 文化の中のカルーア・ミルク
- カルアミルク - 1990年にリリースされた岡村靖幸の楽曲。付き合ってた当時に飲んだカルアミルクを再び一緒に飲みたいと、別れた彼女との復縁を願う男心をつづる[4]。
- KAHLUA QUEEN - 銀座で2022年10月1日にグランドオープンしたカルーア・ミルク専門店。日本初の事例となる[6]。